# Distretto di Guangling
Il distretto di Guangling (广陵区S, Guǎnglíng QūP) è un distretto della Cina, situato nella provincia di Jiangsu e amministrato dalla prefettura di Yangzhou.